# بارب آنگولا
بارب آنگولا (Enteromius fasciolatus) که به اسامی بارب راه‌راه آفریقایی، بارب خط آبی و بارب آتش نیز شناخته میشود، گونه ای از پرتوبالگان و از خانواده کپورماهیان است.
زیستگاه اصلی این گونه عمدتاً آنگولا و زامبیا است اما تا کشورهای همسایه بوتسوانا، جمهوری دموکراتیک کنگو، نامیبیا و زیمبابوه گسترش پیدا کرده است. 
زیستگاه های طبیعی آن عبارتند از رودخانه زامبزی بالا و میانی, رودخانه های کونن و Kafue, رودخانه لوآپولا و دریاچه مورو, رودخانه اوکاوانگو, دریاچه کاریبا و رودخانه کنگو و همچنین برخی از شاخه های آنها .
این گونه یک ماهی آکواریومی با اهمیت است. سرزنده و آرام است، نسبت به سختی آب زیاد حساس بوده و رشد نمی کند و باید به صورت گروهی نگهداری شود.

## همچنین ببینید
- لیست گونه های ماهی آکواریومی آب شیرین

## مراجع
1. ↑  Marshall, B.; Moelants, T. & Tweddle, D. (2018). "Enteromius fasciolatus". IUCN Red List of Threatened Species. IUCN. 2018: e.T182669A126393068. doi:10.2305/IUCN.UK.2010-3.RLTS.T182669A126393068.en. Retrieved 13 November 2021. {{cite journal}}: Unknown parameter |amends= ignored (help)